# 安田結子
安田 結子（やすだ ゆうこ、1961年 - ）は、日本の人事・経営コンサルタント。
ラッセル・レイノルズ・ アソシエイツマネージング・ディレクター。現在村田製作所取締役、エーザイ取締役等を務めている。

## 人物・経歴
1985年一橋大学社会学部卒業後、男女雇用機会均等法制定前であったため、女性の採用も行っていた日本IBMに入り、システムエンジニアとして社内情報システム構築などにあたった。カリフォルニア大学ロサンゼルス校経営大学院修了、経営学修士（MBA）。
1991年からブーズ・アレン・ハミルトンニューヨーク本社や東京事務所でアソシエイトとしてコンサルティング業務に従事。1993年からラッセル・レイノルズ・ アソシエイツのアソシエイトとなり、経営幹部サーチなどにあたる。1995年マネージングディレクターに昇格。2001年から日本副代表。2003年から日本代表兼本社エグゼクティブ・コミッティ・メンバー。アジア太平洋地域テクノロジー・セクター統括責任者等も歴任。
2007年如水会理事。2010年経済同友会幹事。2012年国立大学法人一橋大学経営協議委員会委員。2015年SCSK取締役。2017年昭和シェル石油取締役。2018年村田製作所取締役。2019年出光興産取締役。2020年日本水産取締役、ボードアドバイザーズ (現:企業統治推進機構) 取締役副社長。2023年エーザイ取締役。